# شهرستان اسپلیت-دالماسی
شهرستان اسپلیت-دالماسی (به لاتین: Split-Dalmatia County) یک شهرستان در کرواسی است. شهرستان اسپلیت-دالماسی ۴٬۵۴۰ کیلومتر مربع مساحت و ۴۵۴٬۷۹۸ نفر جمعیت دارد.